# Ivo Horvat (botaničar)
Ivo Horvat (Čazma, 7. listopada 1897. – Zagreb, 23. travnja 1963.), hrvatski botaničar.
Doktorirao je u Zagrebu i bio sveučilišni profesor botanike u Zagrebu. Dao je doprinose u sistematici, a naročito u fitocenologiji. Zapaženi su mu radovi u filogeniji paprati i o flori mahovina sjeverozapadne Hrvatske. U fitocenološkom radu proveo je, prema načelima Braun-Blanqetove škole, i kompleksna istraživanja planinske vegetacije te šuma i livada viših pojaseva Hrvatske, BiH, Crne Gore i Makedonije. Provodio je i organizirao sustavna kartiranje biljnih zajednica Risnjaka i Snježnika. Objavio je 80-ak znanstvenih radova, monografije i više od stotinu stručnih i znanstveno-popularnih radova.

## Životopis
Prof. dr. Ivo Horvat, poznati hrvatski botaničar svjetskog ugleda, vrstan znanstvenik, rodio se 7. listopada 1897. u Čazmi gdje mu je otac Ivan bio kotarski sudac. Ne navršivši godinu dana života, mali je Ivo ostao bez oca. Po tadašnjem običaju ili gotovo pravilu kad su malodobna djeca ostajala bez oca dobivala su skrbnika. Tako je Ivi skrbnik postao njegov krsni kum, zagrebački nadbiskup dr. Antun Bauer, koji je usput rečeno i vjenčao njegove roditelje.
U Dubravici je Ivo proveo djetinjstvo i pohađao pučku školu. Kao dječak nije ni slutio da će kao prirodoslovac dolaziti u Dubravicu i proučavati tamošnji cret (čret). Nakon završene pučke škole 1908. Ivo se s majkom seli u Zagreb gdje je nastavio školovanje. Pohađao je Klasičnu gimnaziju i 1916. godine maturirao.  Iste godine upisao je studij prirodopisa i zemljopisa na tadašnjem Mudroslovnom (filozofskom) fakultetu Sveučilišta u Zagrebu. Već u početku studija Horvat je pokazivao posebno zanimanje za botaniku pa je ubrzo postao demonstrator u Botaničkom zavodu, a u trećoj godini studija započeo izradu doktorske disertacije. 
Studij je završio za četiri godine i 15. lipnja 1920. je diplomirao, a ubrzo zatim obranio i svoju doktorsku disertaciju pa je 31. srpnja 1920. promaknut u znanstveni stupanj doktora filozofije iz područja botanike. Njegova nadarenost, ali i marljivost omogućile su mu da je 1. rujna iste godine dobio asistentsku službu u Botaničkom zavodu Filozofskog fakulteta Sveučilišta u Zagrebu. Naredne godine 20. listopada 1921. Ivo Horvat položio je stručni ispit za zvanje srednjoškolskog profesora iz predmeta prirodopisa i zemljopisa no u školi nije nikada radio. Cijelo njegovo djelatno razdoblje vezano je isključivo na Sveučilište. Zanimanje za struku, sposobnost, marljivost te vrlo rano zapaženi znanstveni učinci, utjecali su na njegovo razmjerno brzo napredovanje. Za docenta je izabran 3. rujna 1927. Iste godine podigao je u Botaničkom vrtu (koji je sastavnica Botaničkog zavoda) Hrvatsku biljnogeografsku skupinu (popularno rečeno kamenjaru) na kojoj se uzgajalo pretežito planinsko bilje iz hrvatskih krajeva koje je prof. Horvat donosio s brojnih terenskih istraživanja. 
U svojoj 36. godini života Ivo Horvat izabran je u zvanje izvanrednog profesora za predmete sistematika bilja i geobotanika. No put do zvanja redovitog profesora trajao je duže. Iako po svojim radovima iz fitocenologije u ono vrijeme već vrlo poznat i cijenjen i izvan međa svoje domovine, kočnica njegovu napredovanju bila je u Botaničkom zavodu. Naime, tadašnji predstojnik Botaničkog zavoda i Botaničkog vrta prof. dr. Vale Vouk očito nije bio oduševljen zapaženim znanstvenim uspjesima mladog kolege, a fitocenologiju kao znanstvenu disciplinu je omalovažavao.
Ivo Horvat je 1937. sklopio brak Marijom rođ. Dvoržak, profesoricom biologije u kojoj je cijeli život ima vjernu suprugu, ali i suradnicu u svojim znanstvenim istraživanjima. Godine 1939. u Hrvatskoj dolazi do političkih promjena. Osnovana je Nezavisna država Hrvatska. Te iste godine trojica profesora Zagrebačkog sveučilišta, ali među kojima nije bio profesor Vouk, predložili su napredovanje Ive Horvata u zvanje redovitog profesora. Nakon više mjeseci, 20. svibnja 1940. Ivo Horvat postao je redoviti profesor botanike u Botaničkom zavodu Filozofskog fakulteta. Odlukom vlasti od 30. listopada 1940. profesor Vale Vouk je smijenjen s dužnosti predstojnika Botaničkog zavoda i vrta (a 17. listopada 1941. i umirovljen), a njegovu dužnost preuzeo je prof. dr. Ivo Horvat.
Nastupile su godine II. svjetskog rata. Terenska istraživanja nisu bila moguća pa je profesor Horvat dio svoga vremena usmjerio na gradnju nove zgrade za Botanički zavod i to u Botaničkom vrtu. Ta zgrada nažalost nije nikada dovršena, a izgrađeni dio poslije je prilagođen za pomoćne prostorije Botaničkog vrta.
Završetkom II. svjetskog rata počinje Horvatov ‘Križni put’. Partizani čim su došli u Zagreb proglasili su profesora Horvata (i još niz osoba) ‘narodnim neprijateljem’. Protiv njega je vođen kazneni postupak. Bio je razriješen dužnosti na fakultetu, a vođenje Botaničkog zavoda i vrta morao je predati profesoru Vouku koji se reaktivirao i s crvenim klinčićem u zapučku ponovno došao u Botanički zavod. Konačnom presudom profesor je Horvat oslobođen ‘krivnje’, ali je ostao bez zaposlenja. Premda su se mnogi njegovi kolege profesori Stjepan Horvatić, Mihovil Gračanin, Ivo Pevalek, Fran Kušan i dr. zauzeli za nj pri tadašnjoj vlasti, dozvolu za zaposlenje nije dobio. Na poziv kolega i prijatelja iz inozemstva nije se mogao odazvati jer nije smio napustiti državu. Nakon dvije, za profesora Horvata vjerojatno najteže godine u životu, 1947. riješilo se pitanje njegovog zaposlenja. Tadašnji profesor botanike na Veterinarskom fakultetu Sveučilišta u Zagrebu prof. dr. Stjepan Horvatić, kolega i prijatelj profesora Horvata premješten je u Botanički zavod tada već Prirodoslovno-matematičkog fakulteta, a prof. dr. Ivo Horvat dobio je njegovo mjesto na Veterinarskom fakultetu. Dobivanje namještenja značilo je rješavanje životnog pitanja, no kao znanstveniku profesoru je Horvatu učinjena velika nepravda jer je to bilo sniženje razine njegova položaja što nije zaslužio. Naime, botanika na Veterinarskom fakultetu bila je tek sporedni predmet. No profesor Horvat je u svom slučaju prihvatio onu bolju stranu, jer manje zaduženja u nastavi ostavljalo je više vremena za znanstveni rad. Već iste godine nastavio je terenska istraživanja u Gorskom kotaru, a 1949. objavio je svoje opsežno i poznato djelo ‘Nauka o biljnim zajednicama'. Tim je djelom učinio snažan utjecaj na sve hrvatske, a i ostale fitocenologe u bivšoj državi, promičući zasade tzv. švicarsko-francuske fitocenološke škole (škole Zürich-Montpellier) kojoj je čelnik bio tada vodeći fitocenolog Josias Braun-Blanquet. Na Veterinarskom fakultetu nastavio je profesor Horvat svoj već bogat znanstveni rad sve dok se njegova životna nit nije prekinula. Opaka i neizlječiva bolest shrvala ga je u njegovoj 66. godini života. Na dan sv. Jurja 1963.  preminuo je u svom domu u Vramčevoj ulici u Zagrebu. Vječno mu je počivalište na zagrebačkom Mirogoju.
Bilo je to prerano i za obitelj i za znanost s obzirom na doprinos koji je još mogao svojim ogromnim znanjem i iskustvom podariti hrvatskoj i svjetskoj botaničkoj znanosti.

## Znanstveno djelo
Glavno područje znanstvenog zanimanja Ive Horvata bila su fitocenološka istraživanja. Isprva je proučavao vegetaciju u Hrvatskoj, a poslije je istraživanja proširio i na druge dijelove Europe, posebice njen jugoistočni dio.
Među prvim radovima objavio je ‘Vegetacijske studije o hrvatskim planinama (1930, 1931) s kojima je htio upozoriti znanstveni svijet na osobitost biljnih zajednica ilirskog vegetacijskog pojasa.
U istraživanjima šumske, livadne i cretne vegetacije obišao je i mnoga mjesta u Hrvatskom zagorju (Cesargradsku goru, Kalnik, Ivančicu, Kuna-goru, Strahinščicu, Dubravicu, Očuru i dr.), a poznata je i njegova rasprava o hrvatskoj perunici, ‘Iris croatica -nova vrsta perunike u Hrvatskoj', koja je najvećim dijelom raširena upravo na zagorskim gorama, a ima je i na Medvednici, u Samoborskom gorju i Ogulinskom zagorju. Horvat je otkrio i opisao dvije nove vrste perunika iz Makedonije. Jednu je iz poštovanja prema majci nazvao Iris reginae.
Istaknuto mjesto među njegovim znanstvenim radovima zauzima djelo ‘Vegetacija planina zapadne Hrvatske' za koju je polučio Republičku nagradu ‘Ruđer Bošković’ 1963.
Nažalost, nagradu nije primio osobno jer je dodijeljena tjedan dana prije nego što je on umro (bio je tada u bolesničkoj postelji). To je djelo važno i zato što je poslužilo kao znanstveni temelj za proglašenje Risnjaka nacionalnim parkom 1953., a za što se je profesor Horvat posebno zalagao. I to je jedan od razloga što nagrada, koju je prije dvije godine ustanovilo Ministarstvo kulture za posebne zasluge na polju zaštite prirode nosi naziv ‘Nagrada Ivo Horvat’.
Vrijedno je spomenuti i Horvatov rad ‘Rasprostranjenje i prošlost mediteranskih, ilirskih i pontskih elemenata u flori sjeverne Hrvatske i Slovenije' (1929).
Životno djelo profesora Horvata koje nažalost nije stigao privesti kraju, dovršili su njegov učenik i suradnik dr. se. Vjekoslav Glavač te kolega i prijatelj prof. dr. Heinz Ellenberg. Djelo je izašlo iz tiska 1974. pod naslovom: ‘Horvat, I., Glavač, V., Ellenberg, H., - Vegetation Südosteuropas’.
Prof. dr. Ivo Horvat napisao je ukupno 75 znanstvenih radova. Bio je član mnogih pretežno inozemnih botaničkih društava, član izdavačkih odbora uglednih znanstvenih časopisa, sudionik brojnih znanstvenih skupova i gost-profesor na sveučilištima u nekoliko njemačkih gradova.

## Stručni rad
U nizu stručnih rasprava i članaka profesor Horvat je pisao o raznim temama npr. o zaštiti rijetke flore, biologiji drveća, nacionalnom parku Risnjak, potrebi fenoloških istraživanja, zaštiti bilja, mislima biologa o klasičnim jezicima, pučkom sveučilištu u Zagrebu itd. Te je članke objavljivao u Glasniku hrvatskoga prirodoslovnog društva, Prirodi, Hrvatskom planinaru, Vjesniku ljekarnika, Šumarskom listu i drugdje.
Profesor Horvat kao i mnogi drugi prirodoslovci bio je djelatni član Hrvatskog prirodoslovnog društva, a u vremenu od 1940. do 1945. predsjednik Pučkog sveučilišta.
U Hrvatskom prirodoslovnom društvu često je držao vrlo posjećena predavanja jer je svojim razumljivim i jednostavnim načinom izlaganja znao pobuditi zanimanje slušatelja.

## Nastavna djelatnost
Još kao asistentu 1925. Ivi Horvatu bila su povjerena predavanja iz botanike i tehničke mikroskopije na tadašnjem Tehničkom fakultetu Sveučilišta u Zagrebu. Kao izvanredni profesor od 1933. i poslije kao redoviti profesor predavao je sistematiku bilja i geobotaniku u Botaničkom zavodu Filozofskog fakulteta do 1945., a od 1947. do kraja života botaniku na Veterinarskom fakultetu.

## Herbarij
Posebna vrijednost koju je profesor Horvat ostavio u naslijeđe botanici i botaničarima je njegov herbarij. Na bezbrojnim terenskim istraživanjima i znanstvenim putovanjima diljem Hrvatske i drugih dijelova Europe (Bosna i Hercegovina, Bugarska, Crna Gora, Finska, Grčka, Karpati, Makedonija, Poljska i dr.) sakupio je vrlo bogat herbarski materijal neprocjenjive vrijednosti. Nažalost ni to svoje djelo nije za života uspio srediti kako bi bila temeljem za daljnja proučavanja. Taj vrlo zahtjevan posao nakon njegove je smrti u više godina naporna i uporna rada obavila njegova supruga, profesorica Marija Horvat. Herbarij je prvobitno bio privremeno smješten u prostorijama Veterinarskog fakulteta. Poslije je preseljen u zgradu Hrvatske (tada još jugoslavenske) akademije znanosti i umjetnosti no niti to nije bilo trajno rješenje jer je prof. Horvat herbarij oporučno ostavio Botaničkom zavodu gdje je konačno trebao naći svoje mjesto. Prošlo je dosta godina, ali to se nije dogodilo. Konačno, o 35. obljetnici smrti profesora Ive Horvata, svesrdnim zalaganjem tadašnjeg predstojnika Botaničkog zavoda i Botaničkog vrta prof. dr. Ivana Regule, herbarij je 21. travnja 1998., kao ‘Herbar Ive i Marije Horvat’ našao svoje konačno mjesto u krilu Botaničkog zavoda. Gotovo je sudbonosno da je prostor za herbarij uređen upravo u nedovršenoj zgradi u Botaničkom vrtu koju je profesor Horvat četrdesetih godina prošlog stoljeća počeo graditi za novu zgradu Botaničkog zavoda.
Ugledan i cijenjen u domovini i svijetu prof. dr. Ivo Horvat bio je ‘jedan od vodećih svjetskih stručnjaka na znanstvenom području suvremene geobotanike i fitocenologije. ...on je na tom polju stekao goleme, u ovom času još neprocjenjive zasluge' (Horvatić, 1963:13). Slobodno se može reći daje prof. dr. Ivo Horvat bio sjajna zvijezda na hrvatskom botaničkom nebu.

## Imenovane vrste
- Festuca galicicae Horvat ex Markgr.-Dann., Bot. J. Linn. Soc. 76(3): 324 (1978).
- Festuca pirinica Horvat ex Markgr.-Dann., Bot. J. Linn. Soc. 76(4): 324 (1978).
- Hieracium brzovecense Horvat & Pawł., Acta Soc. Bot. Poloniae xxxii. 486 (1963).
- Iris croatica Horvat & M.D.Horvat, Acta Bot. Croat. 20-21: 8 (1962).
- Iris reginae Horvat & M.D.Horvat, Glasn. Soc. Sci. Nat. Croatica, Biol. Ser. 2/B, i. 18 (1947).
- Iris rudskyi Horvat & M.D.Horvat, Glasn. Soc. Sci. Nat. Croatica, Biol. Ser. 2/B, i. 20 (1947).

## Vanjske poveznice
- Ivo Horvat Sumari.hr